# Giro del Piemonte 1947
Il Giro del Piemonte 1947, trentottesima edizione della corsa, si svolse il 27 aprile 1947 su un percorso di 286 km con partenza e arrivo a Torino. Fu vinto dall'italiano Vito Ortelli, che completò il percorso in 8h43'00", precedendo in una volata a tre i connazionali Aldo Ronconi e Mario Vicini. Conclusero la corsa, valida come seconda prova del Campionato italiano 1947, 33 ciclisti.

## Percorso
Il ritrovo di partenza fu al motovelodromo di Corso Casale, mentre il via fu presso la Madonna del Pilone. La corsa transitò quindi nell'ordine da Pino Torinese, Chieri, Carmagnola, Fossano, Cuneo (km 102), Chiusa di Pesio, Mondovì, Dogliani, Alba, Asti (km 222), Cortanze, Gallareto e Gassino Torinese (via Rezza), affrontando diverse salite tra Colline del Po, Langhe e Monferrato astigiano; il traguardo fu posto nuovamente al Motovelodromo, dopo 286 km di gara.

## Ordine d'arrivo (Top 10)
| Pos. | Corridore       | Squadra        | Tempo    |
| ---- | --------------- | -------------- | -------- |
| 1    | Vito Ortelli    | Benotto        | 8h43'00" |
| 2    | Aldo Ronconi    | Benotto        | s.t.     |
| 3    | Mario Vicini    | Individuale    | s.t.     |
| 4    | Sergio Maggini  | Benotto        | a 2'35"  |
| 5    | Giordano Cottur | Wilier Triest. | a 3'35"  |
| 6    | Luciano Maggini | Benotto        | a 3'45"  |
| 7    | Antonio Covolo  | Benotto        | s.t.     |
| 8    | Italo De Zan    | Lygie          | s.t.     |
| 9    | Bruno Pasquini  | Legnano        | s.t.     |
| 10   | Giulio Bresci   | Welter         | s.t.     |